# 400 meter häck för damer i friidrott vid olympiska sommarspelen 1992
400 meter häck för damer vid olympiska sommarspelen 1992 i Barcelona avgjordes 5 augusti. 

## Medaljörer
| Gren           | Guld                           | Guld  | Silver                      | Silver | Brons                 | Brons |
| 400 meter häck | Sally Gunnell · Storbritannien | 53,23 | Sandra Farmer-Patrick · USA | 53,69  | Janeene Vickers · USA | 54,31 |

## Resultat
- Q innebär avancemang utifrån placering i heatet.
- q innebär avancemang utifrån total placering.
- DNS innebär att personen inte startade.
- DNF innebär att personen inte fullföljde.
- DQ innebär diskvalificering.
- NR innebär nationellt rekord.
- OR innebär olympiskt rekord.
- WR innebär världsrekord.
- WJR innebär världsrekord för juniorer
- AR innebär världsdelsrekord (area record)
- PB innebär personligt rekord.
- SB innebär säsongsbästa.

### Final
| Placering | Final                       | Tid   |
| --------- | --------------------------- | ----- |
|           | Sally Gunnell (GBR)         | 53,23 |
|           | Sandra Farmer-Patrick (USA) | 53,69 |
|           | Janeene Vickers (USA)       | 54,31 |
| 4.        | Tatjana Ledovskaja (EUN)    | 54,31 |
| 5.        | Vera Ordina (EUN)           | 54,83 |
| 6.        | Margarita Ponomarjova (EUN) | 54,83 |
| 7.        | Deon Hemmings (JAM)         | 55,58 |
| —         | Myrtle Bothma (RSA)         | DNF   |

### Semifinaler
| Placering | Heat 1                | Tid   |
| --------- | --------------------- | ----- |
| 1.        | Sally Gunnell (GBR)   | 53,78 |
| 2.        | Vera Ordina (EUN)     | 54.37 |
| 3.        | Janeene Vickers (USA) | 54.67 |
| 4.        | Deon Hemmings (JAM)   | 54.70 |
| 5.        | Nezha Bidouane (MAR)  | 55.08 |
| 6.        | Heike Meißner (GER)   | 55.35 |
| 7.        | Frida Johansson (SWE) | 55.85 |
| 8.        | Donalda Duprey (CAN)  | 56.30 |

| Placering | Heat 2                      | Tid   |
| --------- | --------------------------- | ----- |
| 1.        | Sandra Farmer-Patrick (USA) | 53,90 |
| 2.        | Margarita Ponomarjova (EUN) | 53.98 |
| 3.        | Tatjana Ledovskaja (EUN)    | 54.53 |
| 4.        | Myrtle Bothma (RSA)         | 54.53 |
| 5.        | Gowry Retchakan (GBR)       | 54.63 |
| 6.        | Tonja Buford (USA)          | 55.04 |
| 7.        | Rosey Edeh (CAN)            | 55.76 |
| 8.        | Irmgard Trojer (ITA)        | 56.34 |

### Försöksheat
| Placering | Heat 1                      | Tid   |
| --------- | --------------------------- | ----- |
| 1.        | Sandra Farmer-Patrick (USA) | 55,12 |
| 2.        | Margarita Ponomarjova (EUN) | 55.36 |
| 3.        | Myrtle Bothma (RSA)         | 55.60 |
| 4.        | Rosey Edeh (CAN)            | 55.66 |
| 5.        | Louise Fraser (GBR)         | 57.49 |
| —         | Addo Ndala (CGO)            | DNS   |
| —         | Linda Kisabaka (GER)        | DNS   |

| Placering | Heat 2                   | Tid   |
| --------- | ------------------------ | ----- |
| 1.        | Tatjana Ledovskaja (EUN) | 55,03 |
| 2.        | Heike Meißner (GER)      | 55.62 |
| 3.        | Gowry Retchakan (GBR)    | 55.62 |
| 4.        | Monica Westén (SWE)      | 56.68 |
| 5.        | Nicoleta Vornicu (ROU)   | 57.18 |
| 6.        | Marta Moreira (POR)      | 58.24 |
| 7.        | Liliana Chalá (ECU)      | 58.55 |

| Placering | Heat 3                   | Tid     |
| --------- | ------------------------ | ------- |
| 1.        | Janeene Vickers (USA)    | 55,24   |
| 2.        | Vera Ordina (EUN)        | 55.25   |
| 3.        | Deon Hemmings (JAM)      | 55.48   |
| 4.        | Nezha Bidouane (MAR)     | 55.95   |
| 5.        | Frida Johansson (SWE)    | 56.13   |
| 6.        | Donalda Duprey (CAN)     | 56.37   |
| 7.        | Mary Estell Kapalu (VAN) | 1.00,97 |

| Placering | Heat 4                      | Tid   |
| --------- | --------------------------- | ----- |
| 1.        | Sally Gunnell (GBR)         | 54,98 |
| 2.        | Irmgard Trojer (ITA)        | 55.49 |
| 3.        | Tonja Buford (USA)          | 56.35 |
| 4.        | Silvia Rieger (GER)         | 56.61 |
| 5.        | Miriam Alonso Manteca (ESP) | 57.66 |
| 6.        | Gail Luke (AUS)             | 58.32 |
| 7.        | Reawadee Srithoa (THA)      | 58.80 |